# Sofias tunnelbana

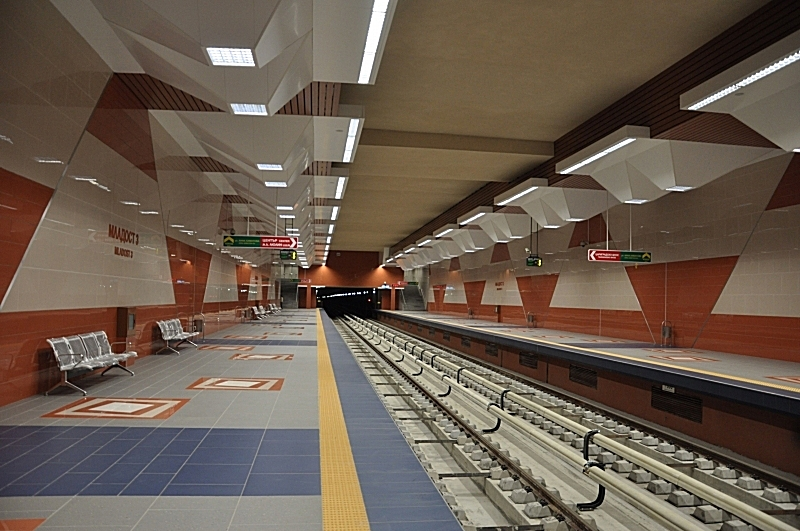
Mladost 3 station

Sofias tunnelbana (bulgariska: Софийско метро, Sofijsko metro) är ett tunnelbanesystem i den bulgariska huvudstaden Sofia. Det är det första och hittills enda nätverket av detta slag i Bulgarien. I  2015 hade tunnelbanenätet totalt 34 stationer och en total längd på 39 kilometer. Sofia Metro har 450 000 passagerare per dag.
Förutom tunnelbana, finns det också spårväg i Sofia.

## Historia
Tunnelbanesystemet planerades under 1960-talet, men startades officiellt först 28 januari 1998, främst för att staden inte var i behov av en tunnelbana förrän under 1990-talet. En annan orsak var att gräva ut eventuella fynd i marken under Sofia, som är en av de äldsta städerna i Europa. Fynd från utgrävningarna kan ses på Serdika station.
Konstruktionen av tunnelbanan började på de områden i staden där det var mest trafik. Under byggandet av Kulturens nationalpalats år 1982, byggdes även två tunnelbanestationer och tunnlar.
Den första delen var klar och startade 28 januari 1998, med fem stationer och en total längd på 6,5 kilometer från Slivnitsa Boulevard genom Liulin till K. Velichkov Boulevard. Opalchenska station öppnades den 17 september 1999 och Serdika station på St. Neledjatorget följde den 31 oktober 2000, vilket gjorde totallängden till 8,1 kilometer.
I april 2003 utökades systemet med ytterligare en tunnel till Obelja, 1,8 kilometer lång.
Utbyggnaden pågick under 2005 (det som planerats år 2004), från St. Nedeljatorget genom stadens centrum till Interpred i Izgrev. År 2009 utökades systemet med 6 stationer. Den 8 maj 2009 öppnades den andra delen av den första metrolinjen, utbyggnaden omfattar 5 stationer - Stadion Vasil Levski, Joliot Kurie, G.M.Dimitrov, Musagenitsa och Mladost 1. I 4 månader trafikerades den nya delen självständigt från den gamla delen eftersom förbindelsen mellan den befintliga stationen Serdika och den nya stationen Stadion Vasil Levski inte var färdig. Den 7 september 2009 öppnades även stationerna Sofias universitet och St. Kliment Ohridski.

## Stationer
- Obelya
- Slivnitsa
- Lyulin
- Zapadenparken
- Vardar
- Konstantin Velichkov
- Opalchenska
- Serdika
- Sv. Kliment Ohridski
- Stadion Vasil Levski
- Joliot Kurie
- G.M.Dimitrov
- Musagenitsa
- Mladost 1

## Fotogalleri

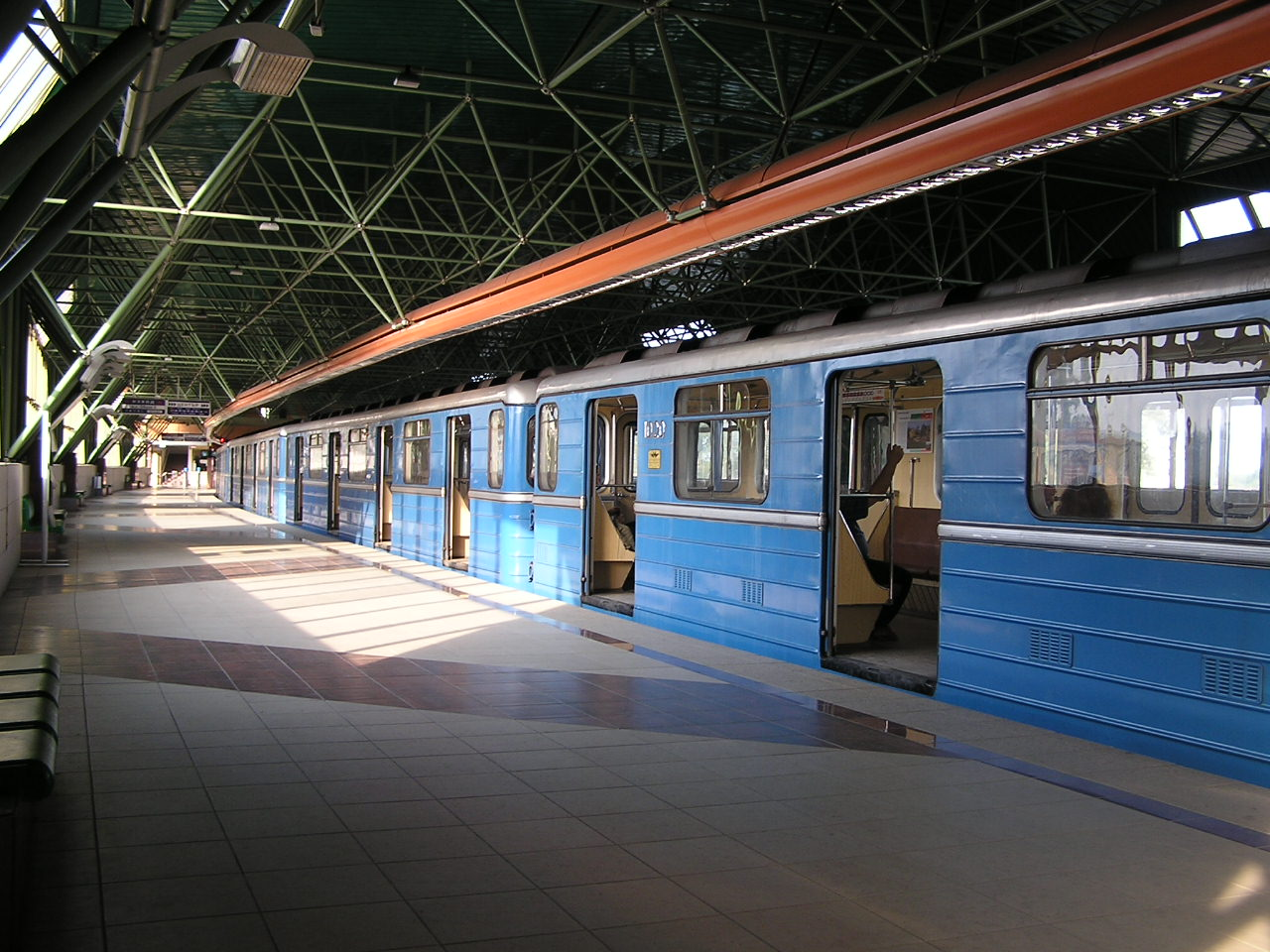
Plattformen i station Obelja
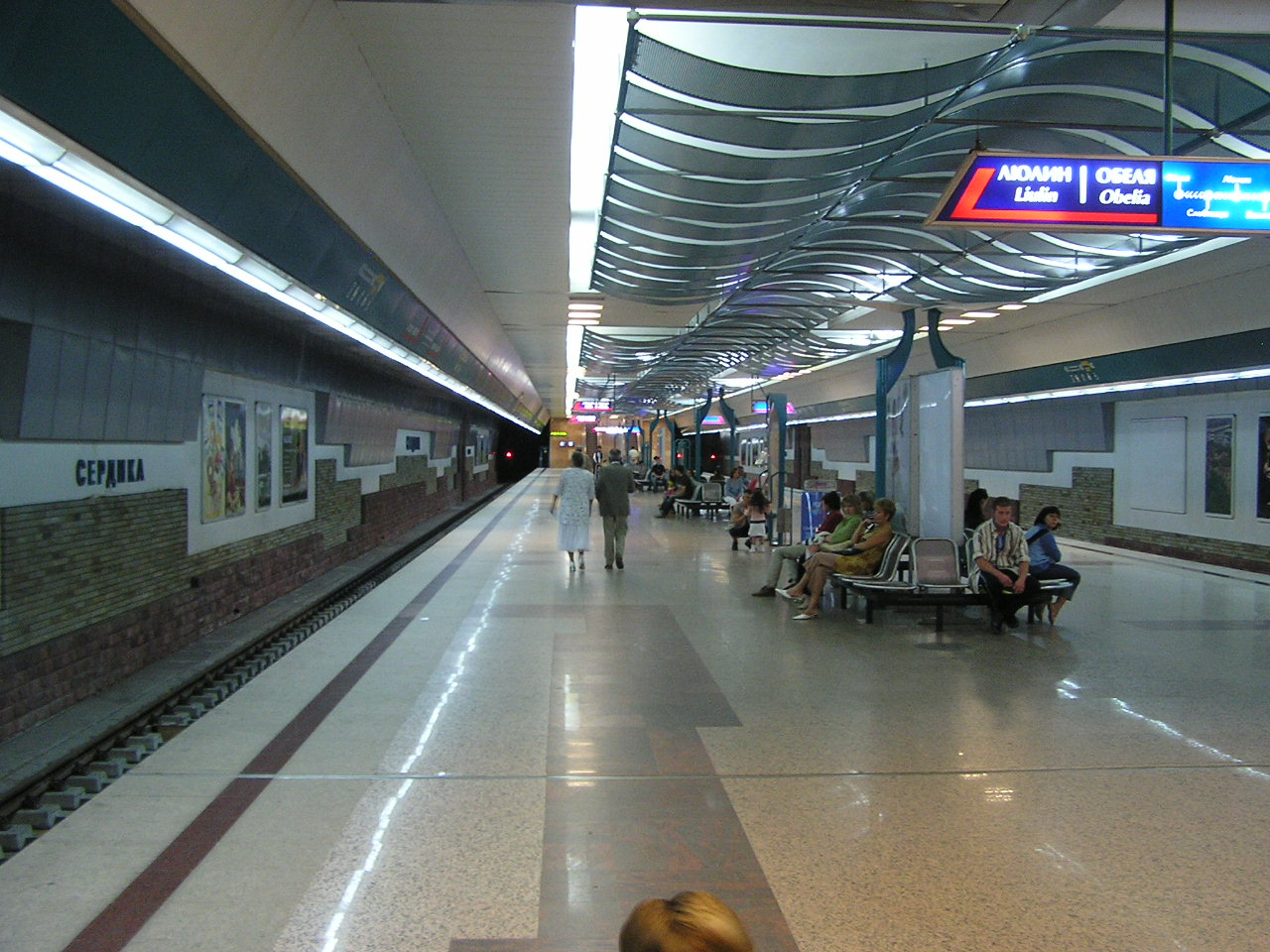
Station Serdika
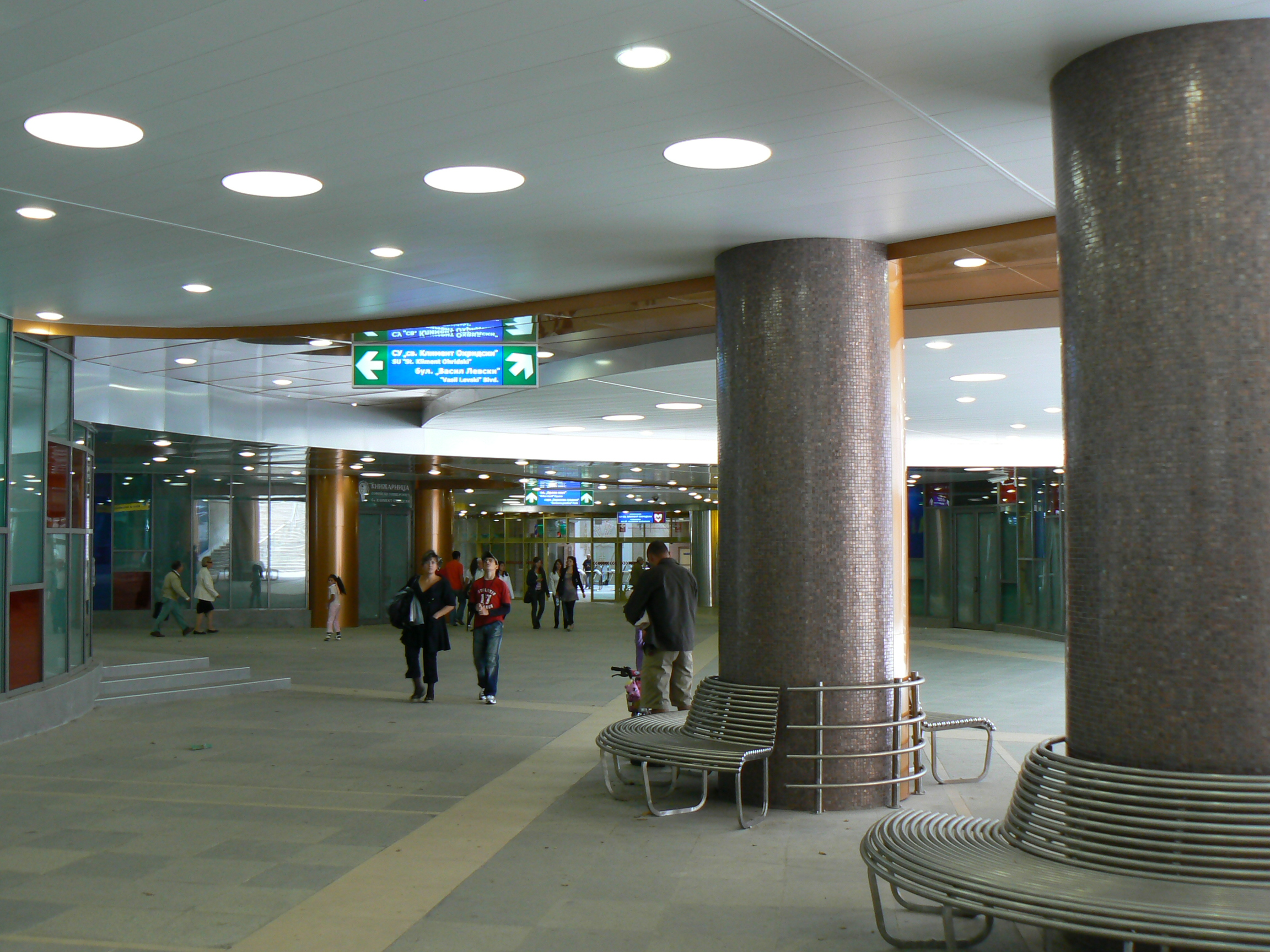
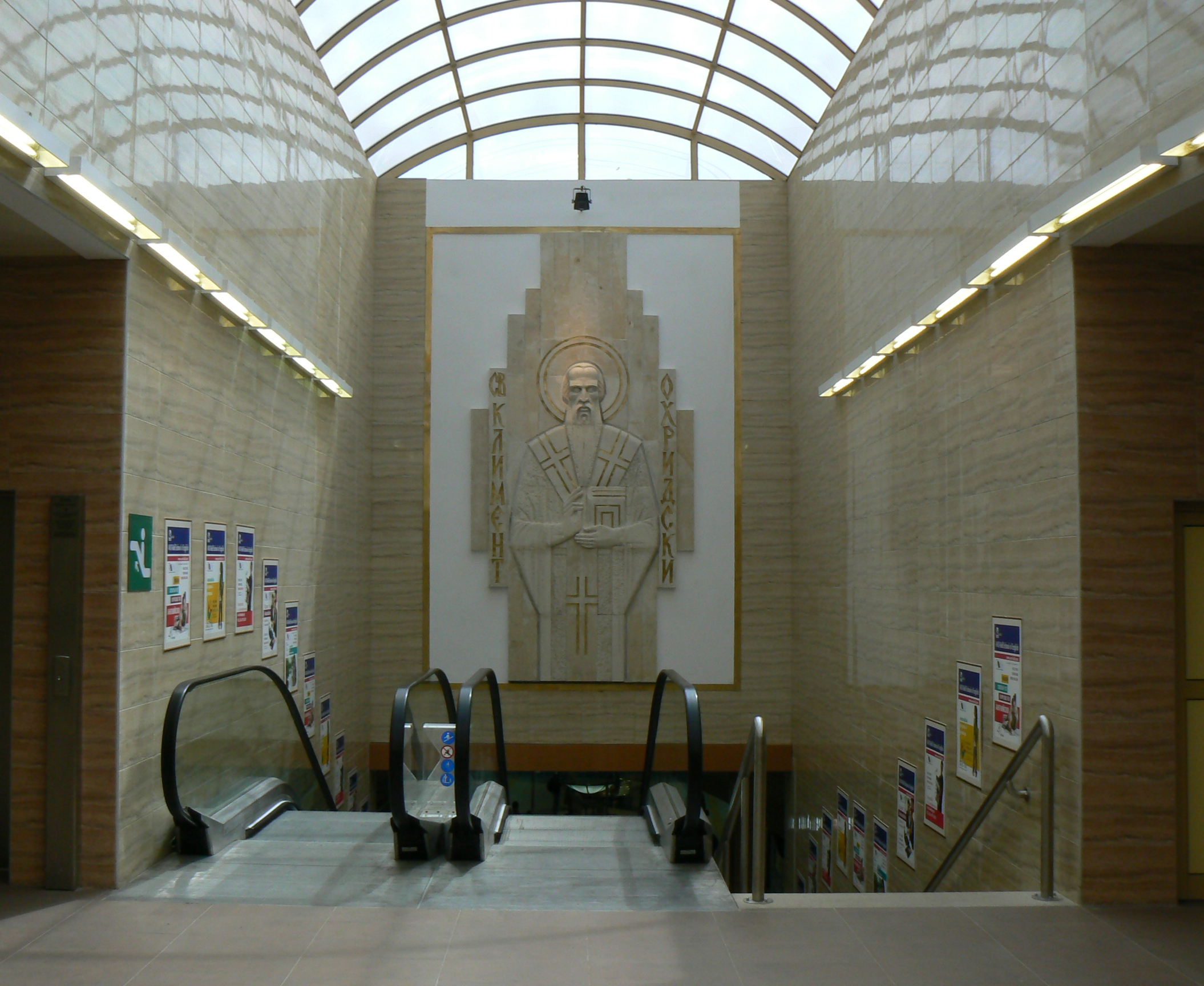
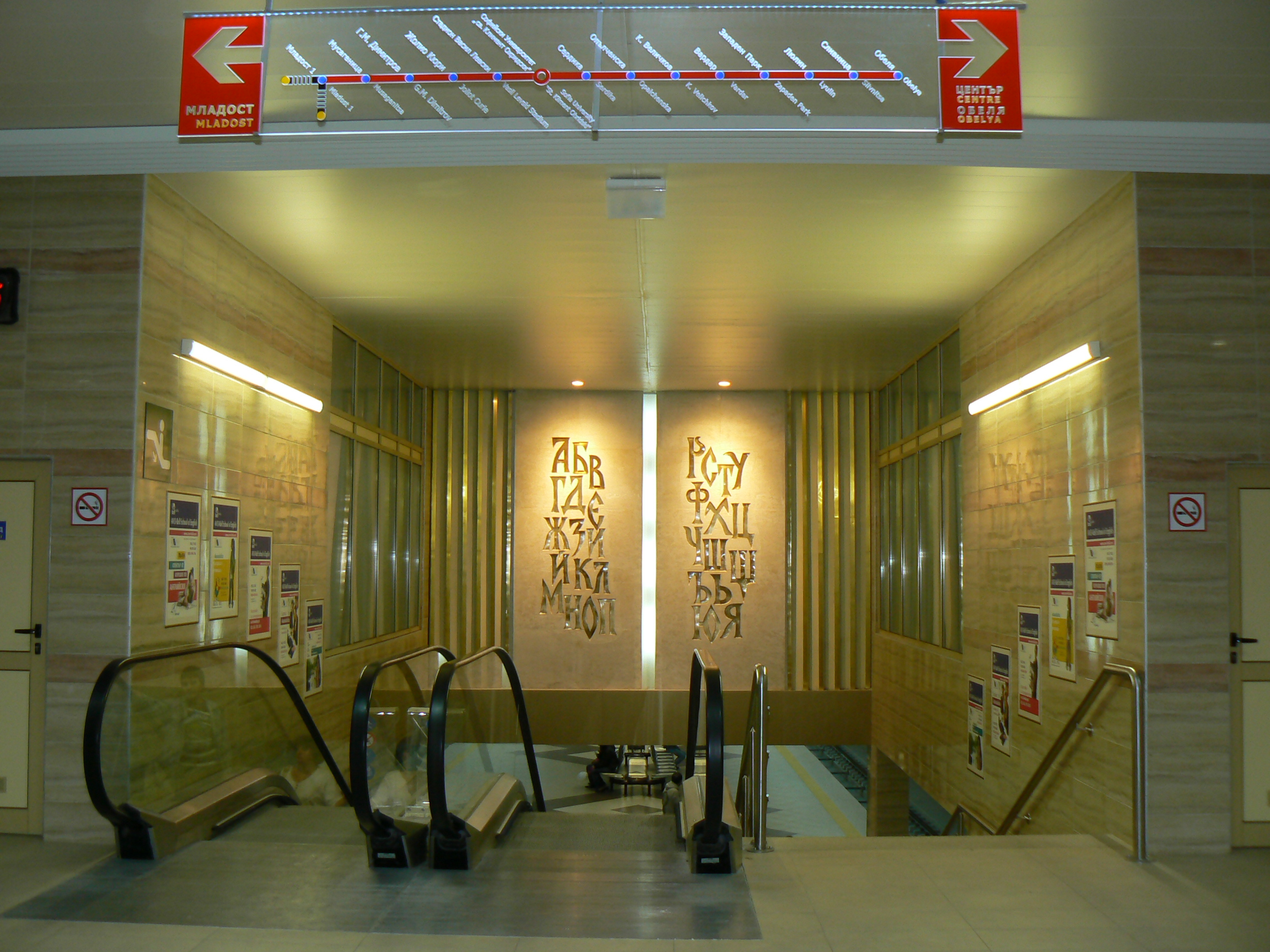
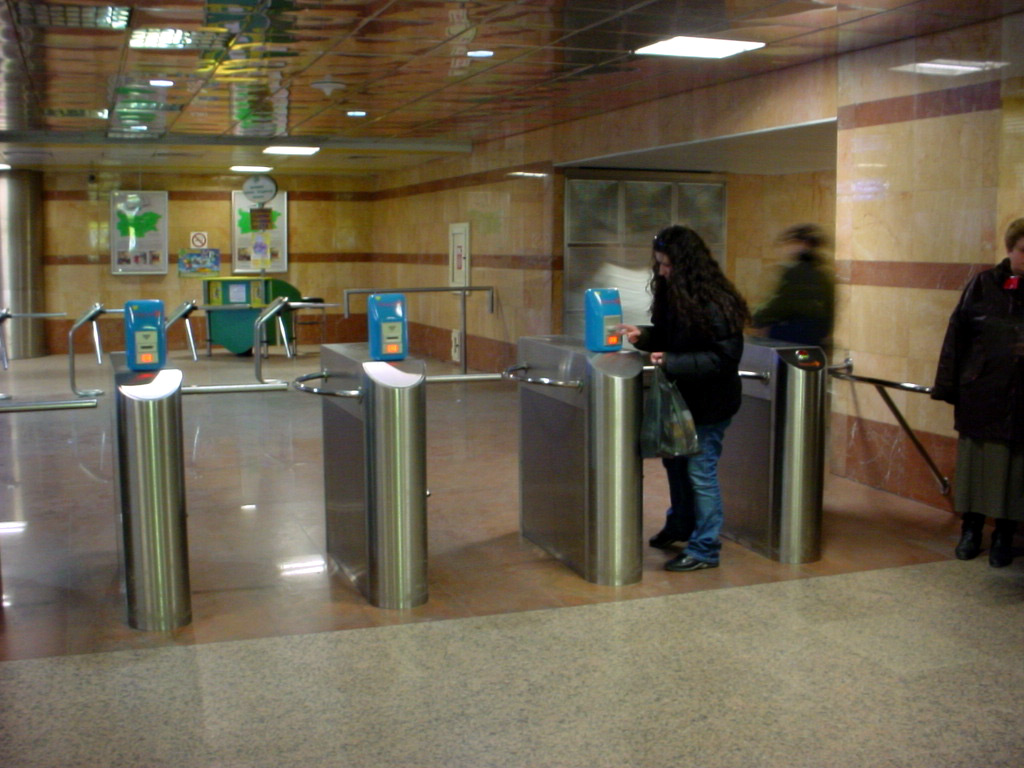
Biljettspärr
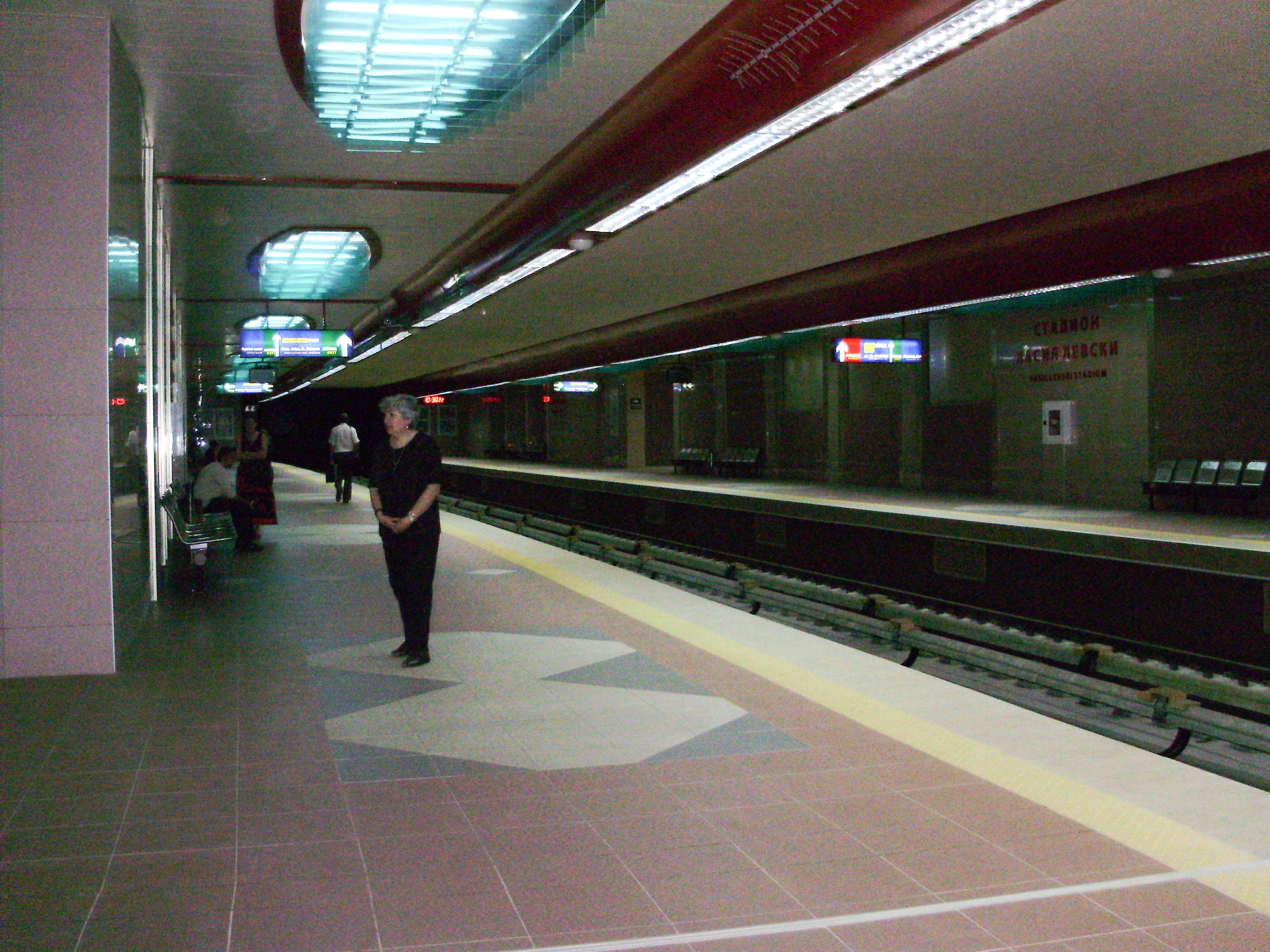
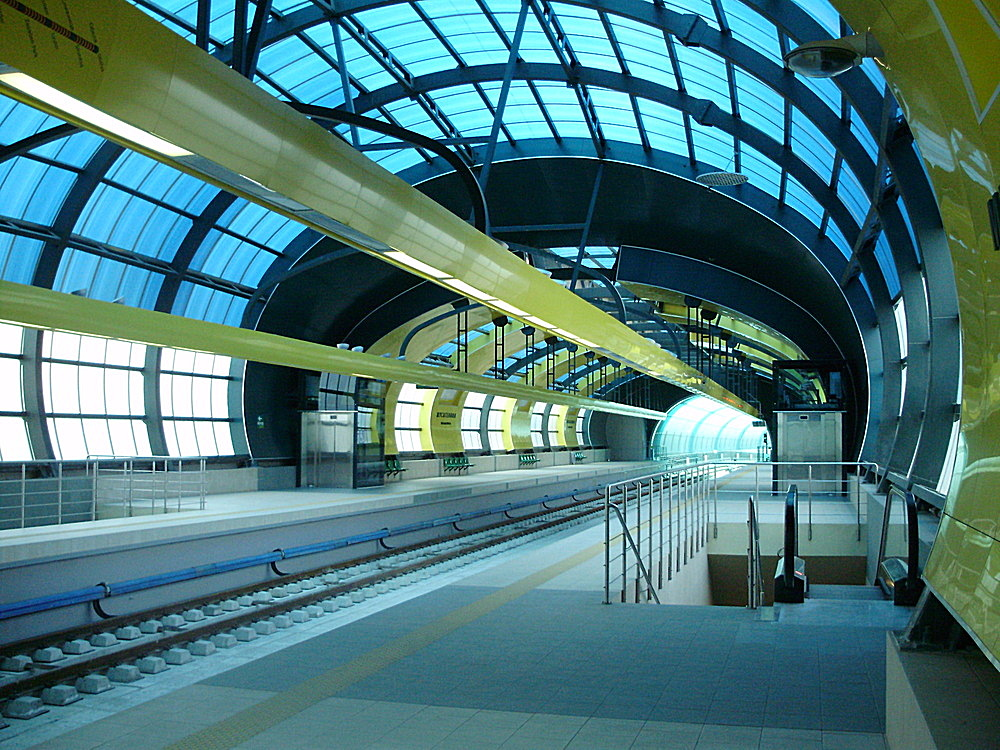
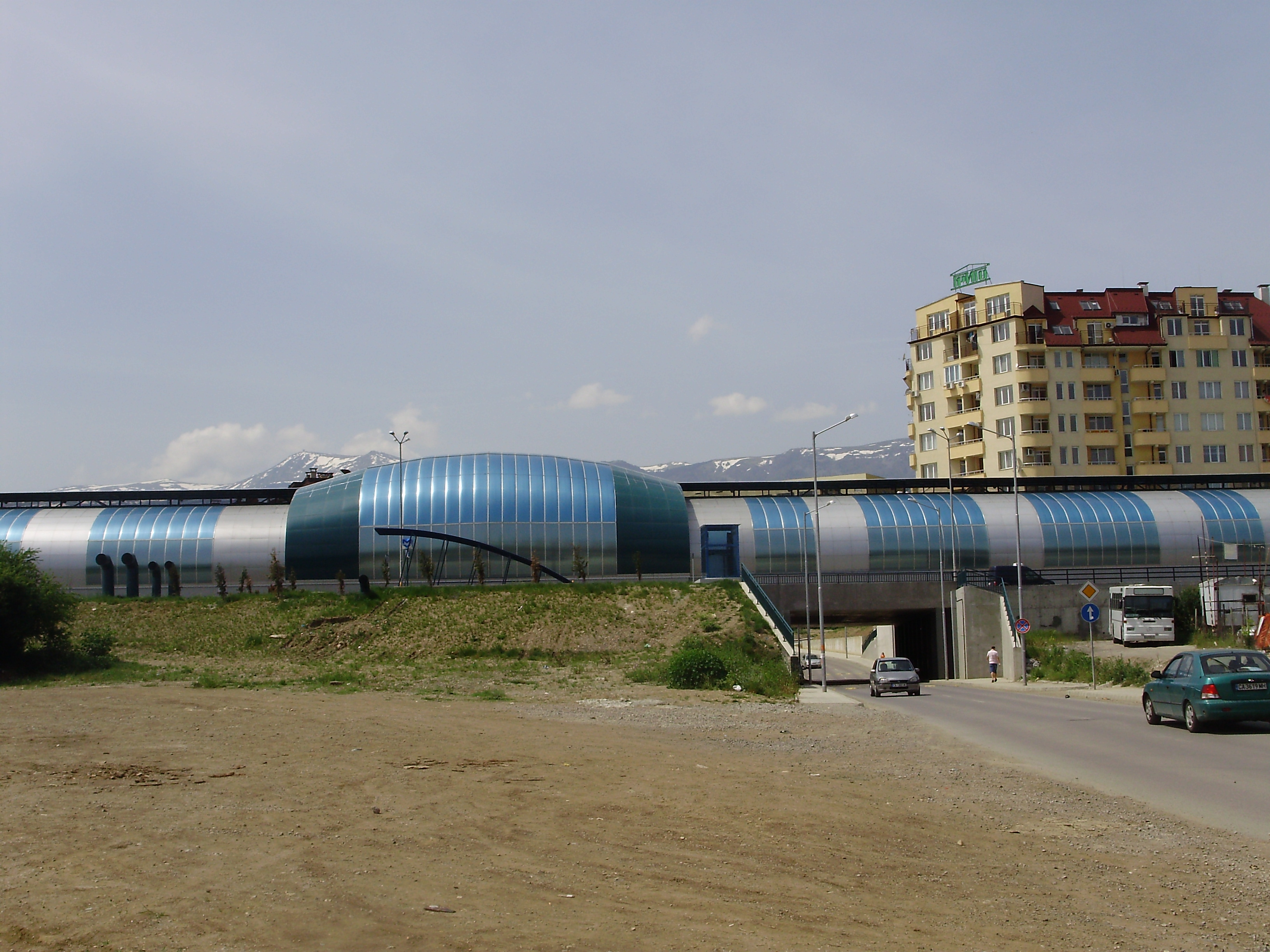
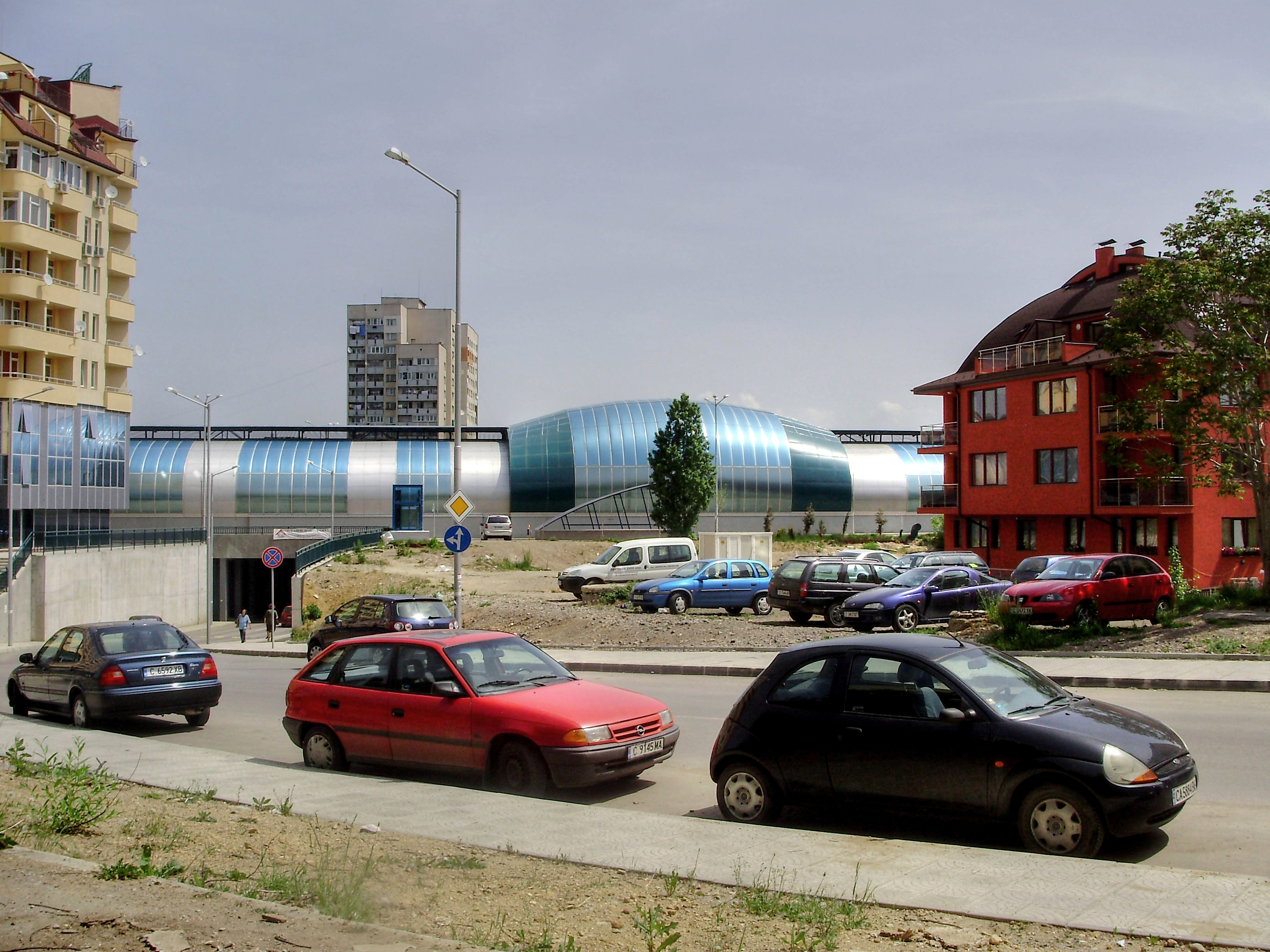
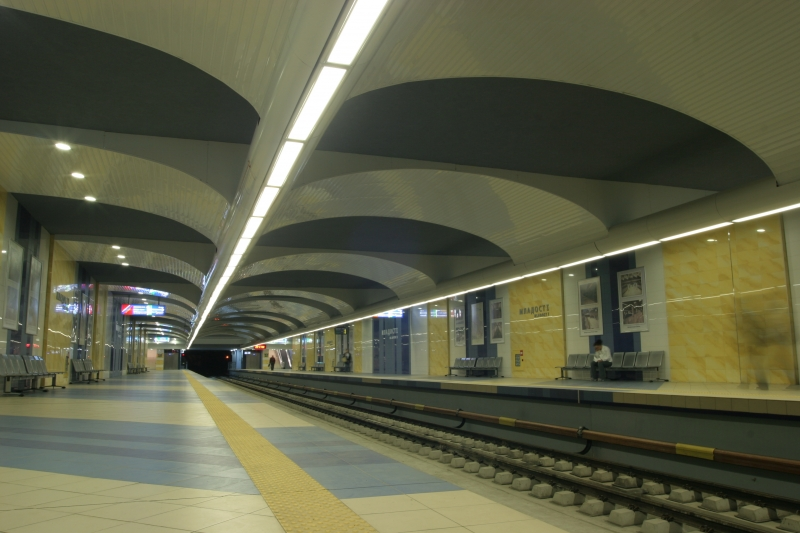
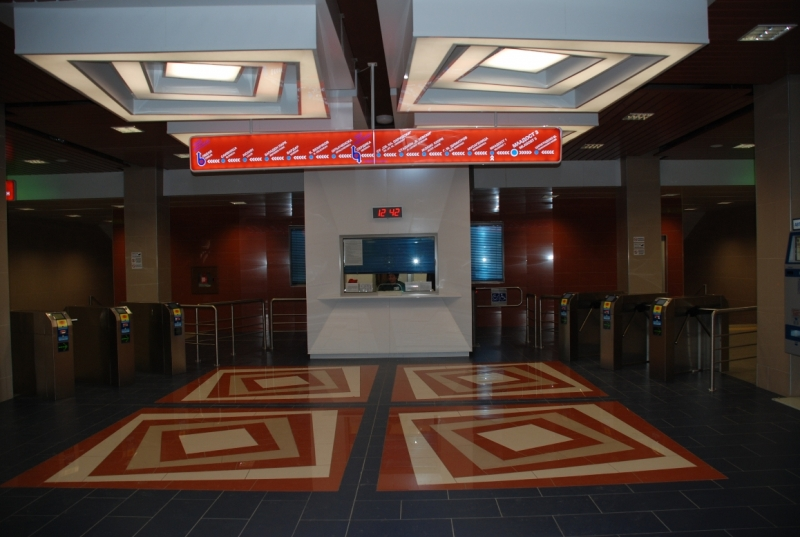
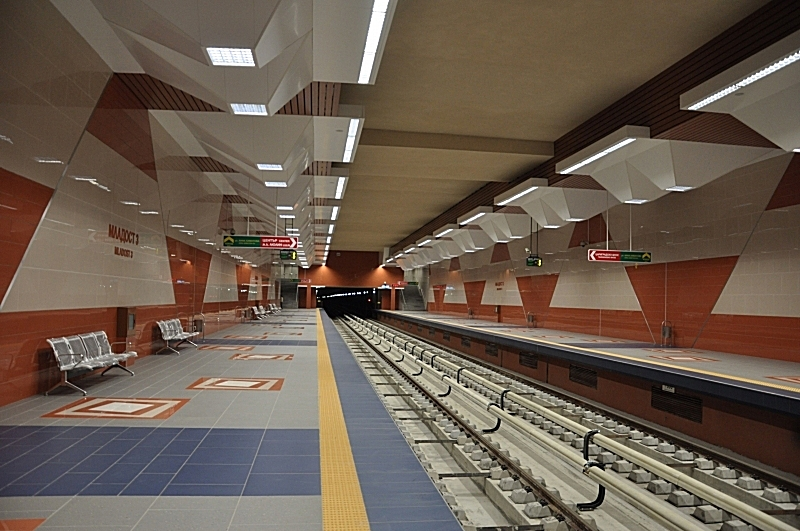
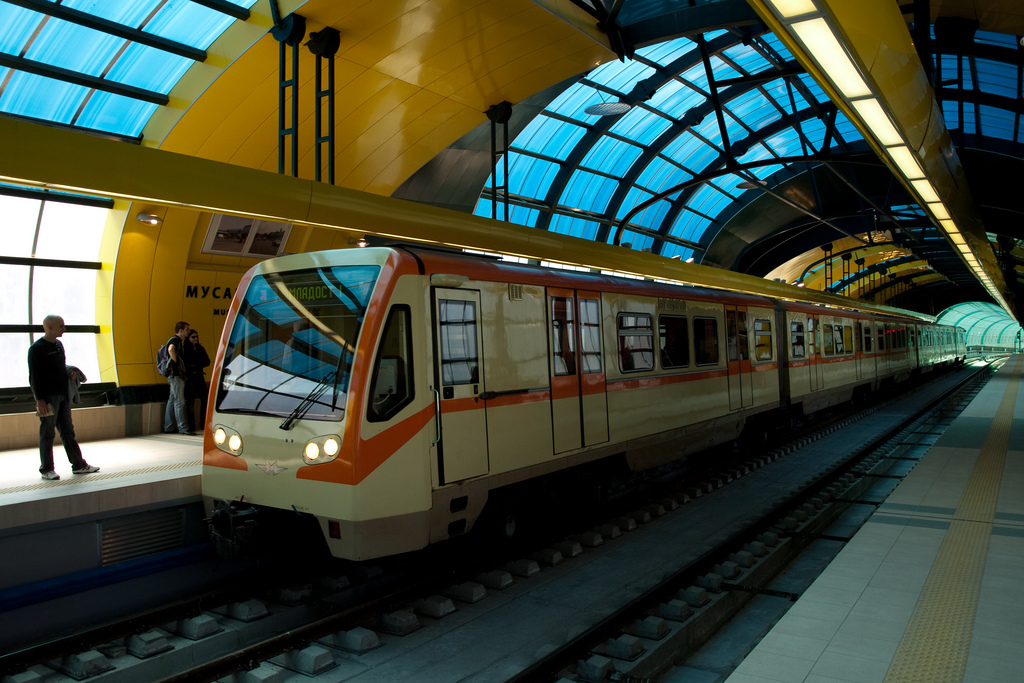
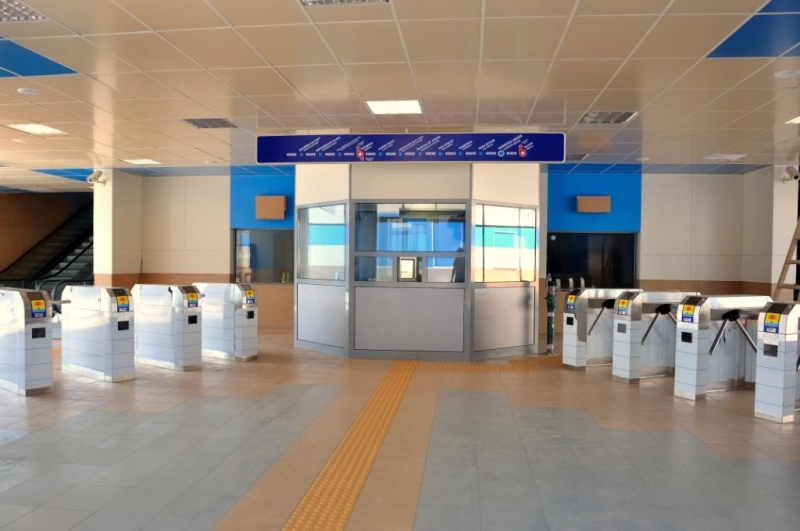
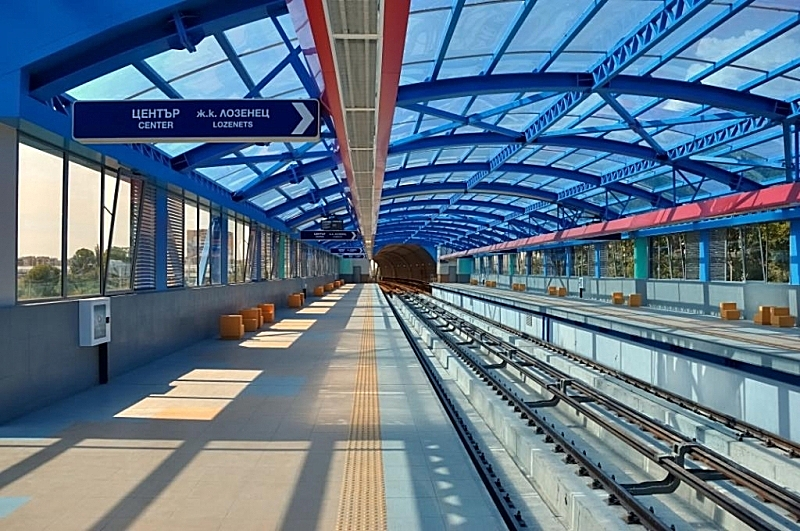
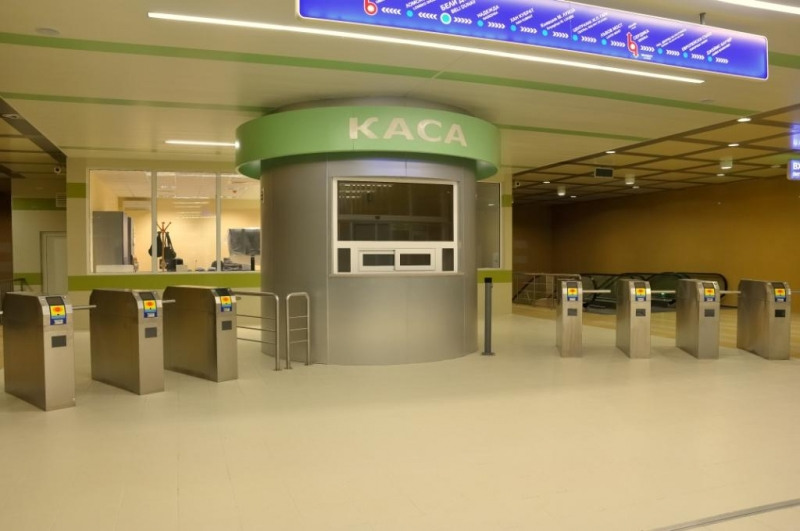
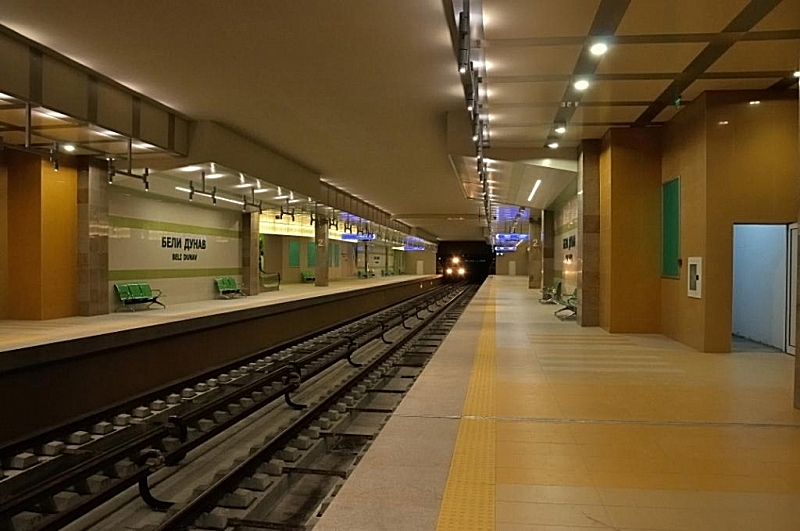
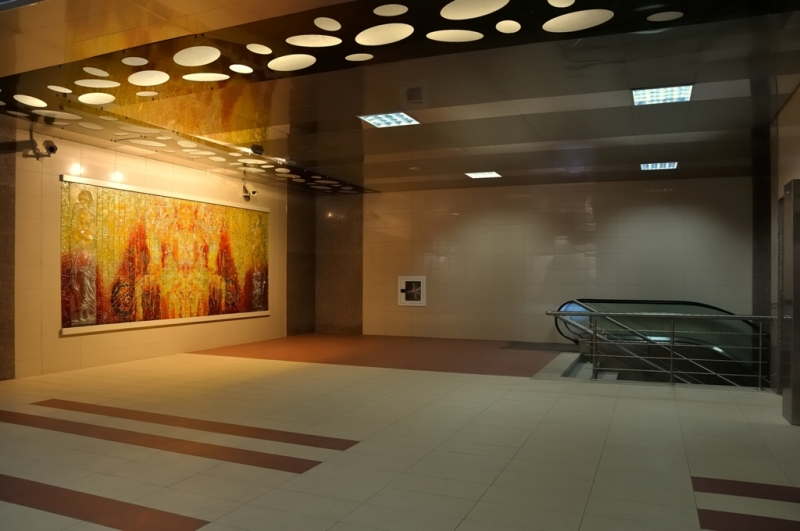
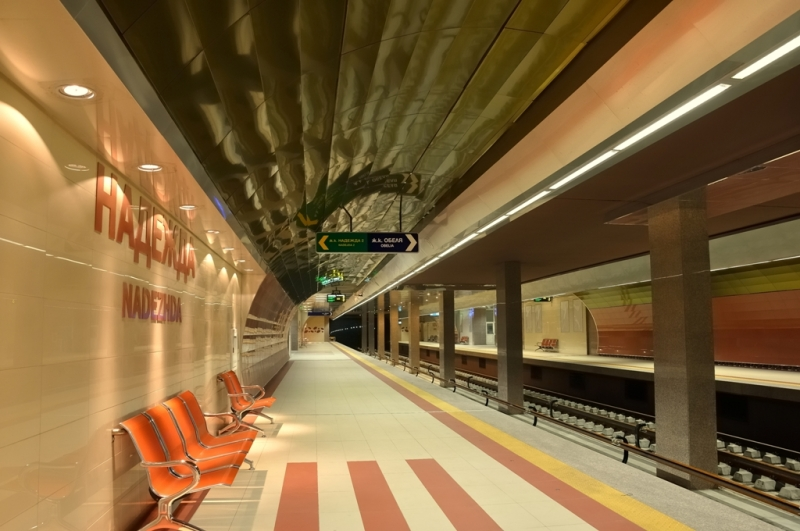
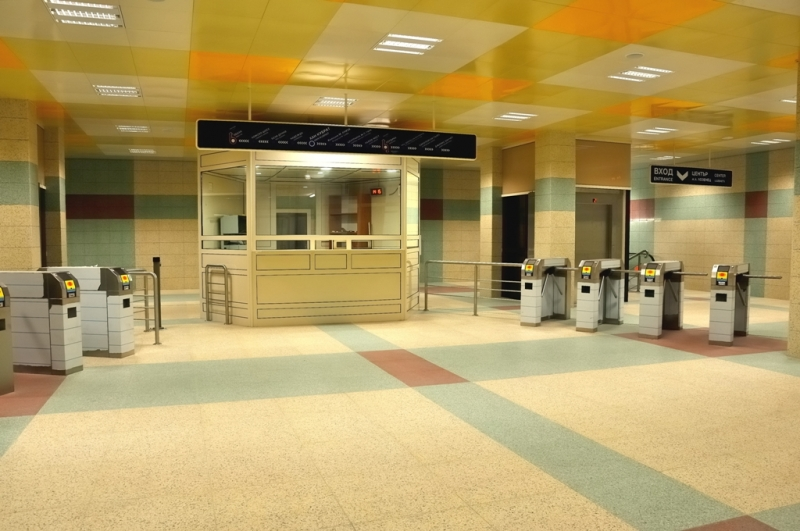
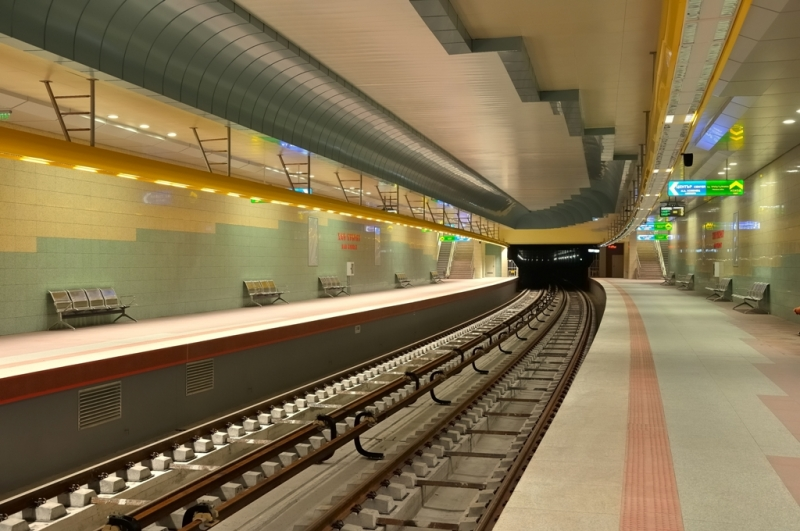
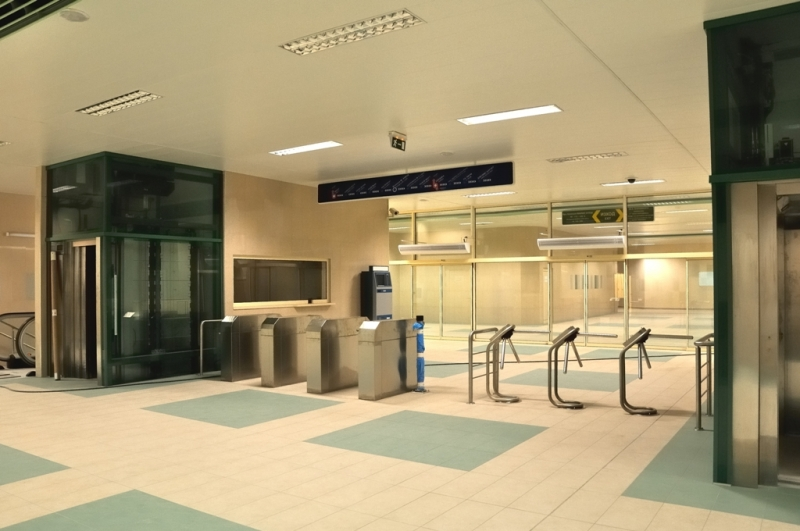
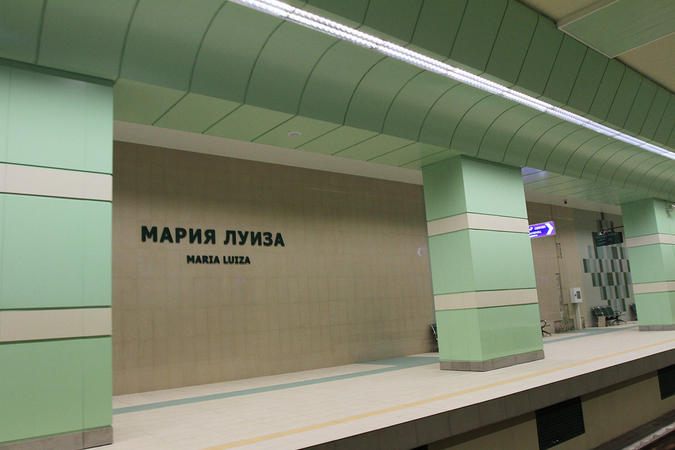
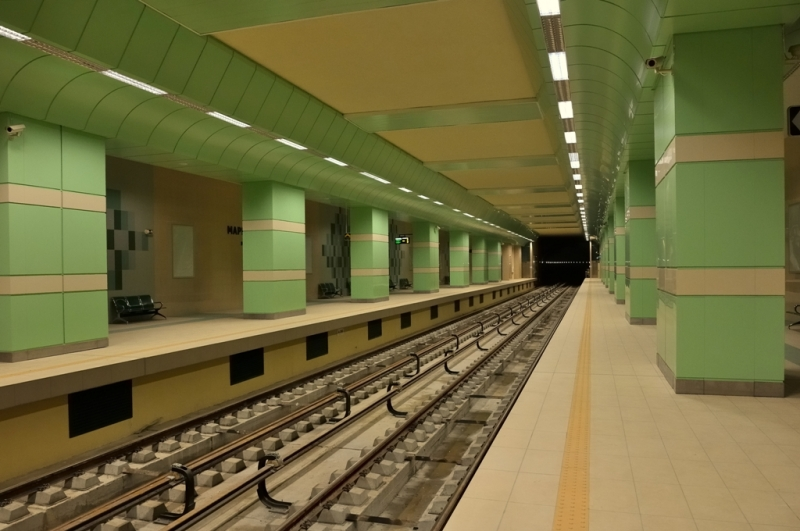
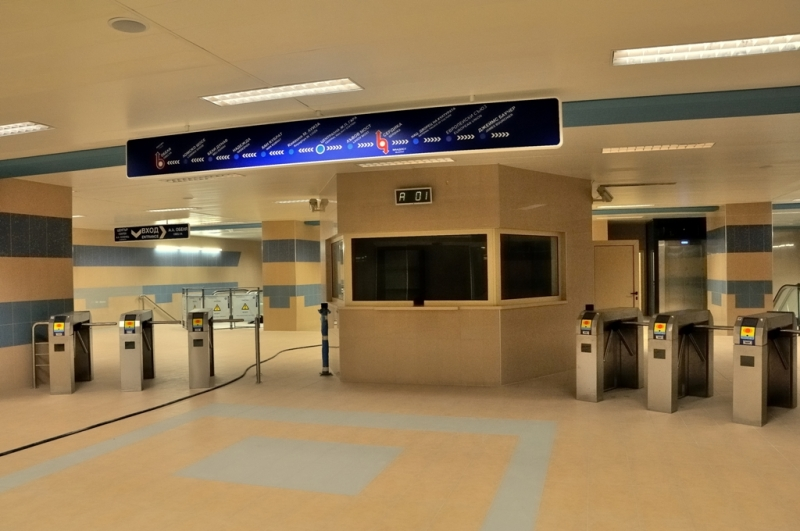
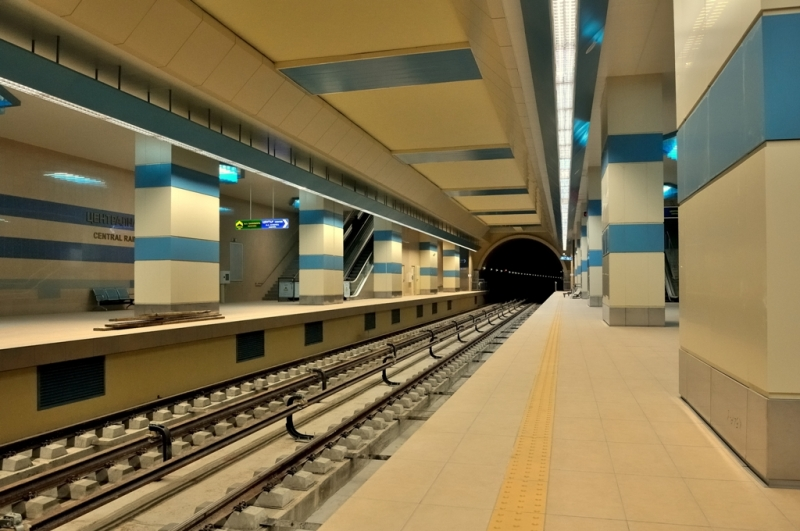
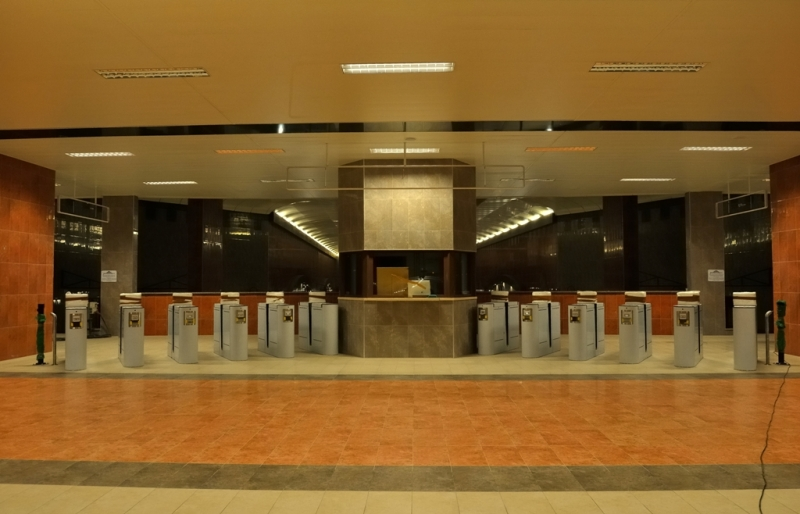
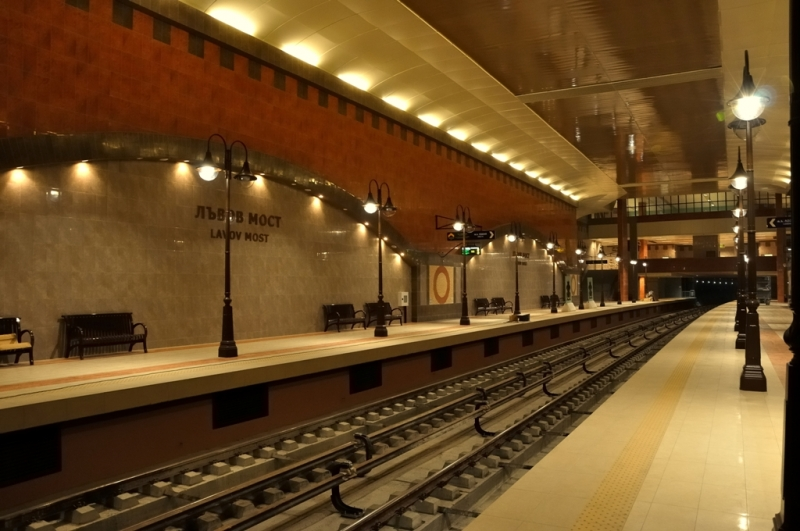
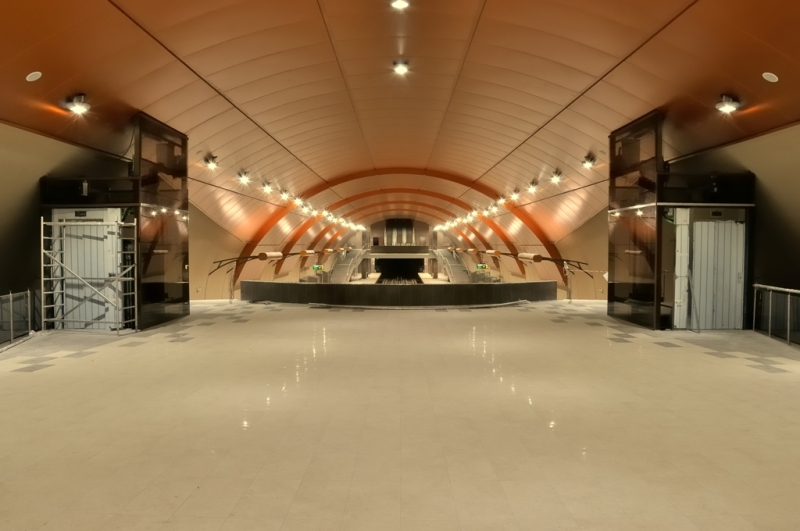
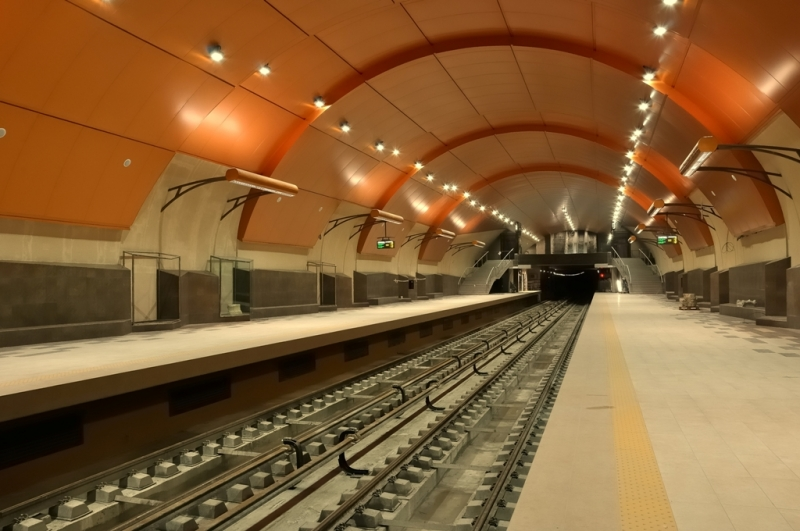
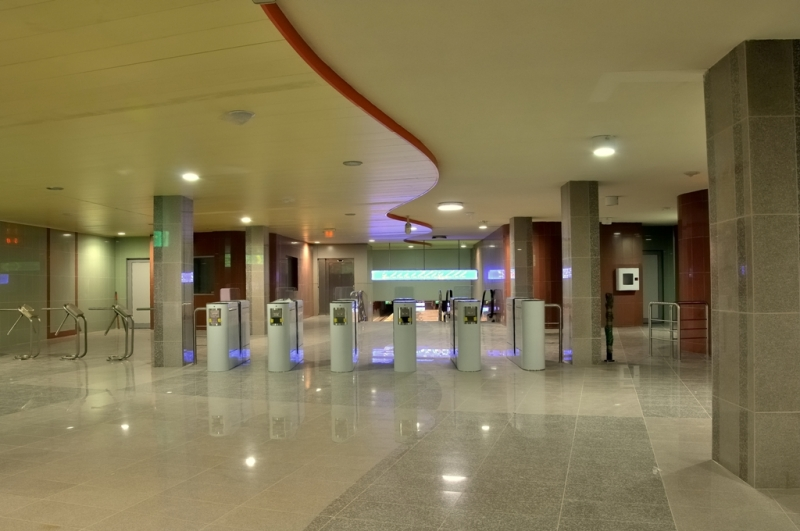
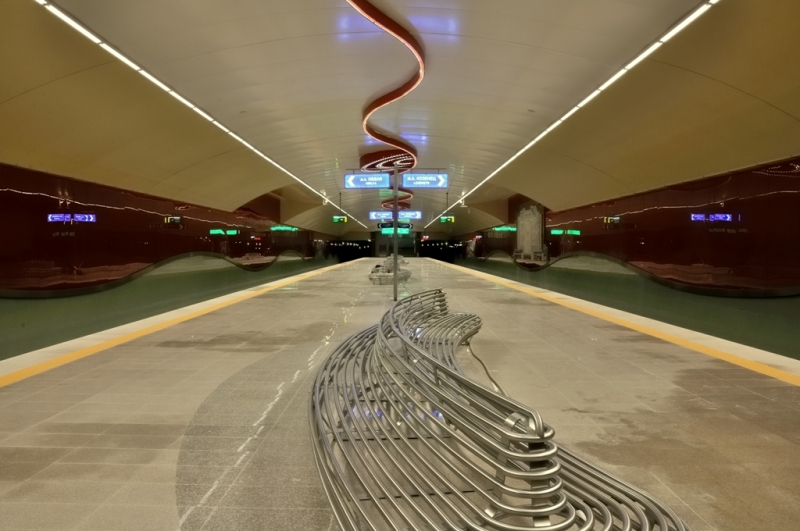
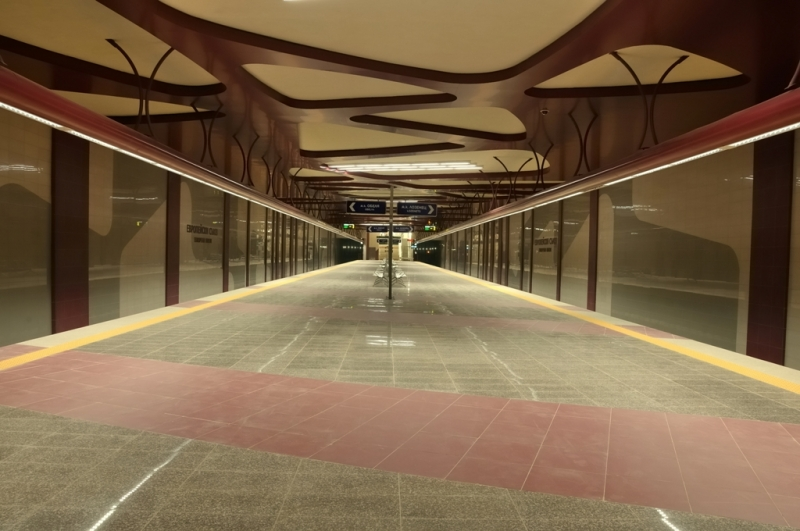
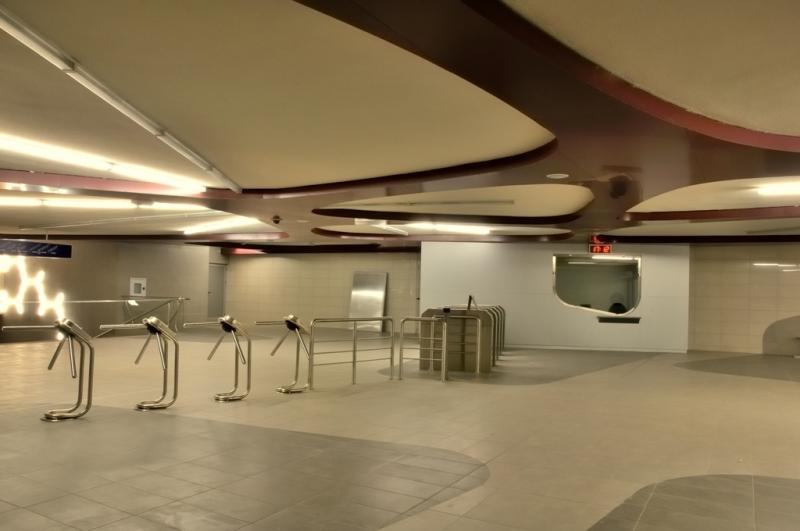
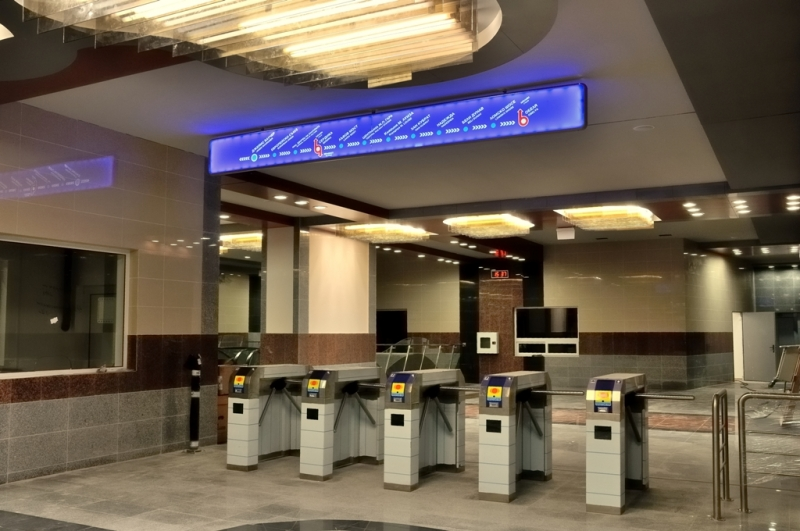
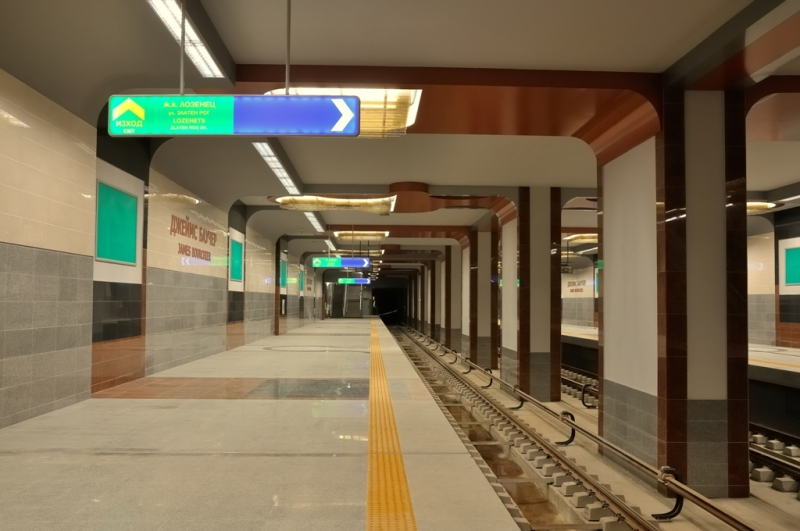